# Eucithara interstriata
Eucithara interstriata is een slakkensoort uit de familie van de Mangeliidae. De wetenschappelijke naam van de soort is voor het eerst geldig gepubliceerd in 1876 door E. A. Smith.